# Obvod s rozloženými parametry

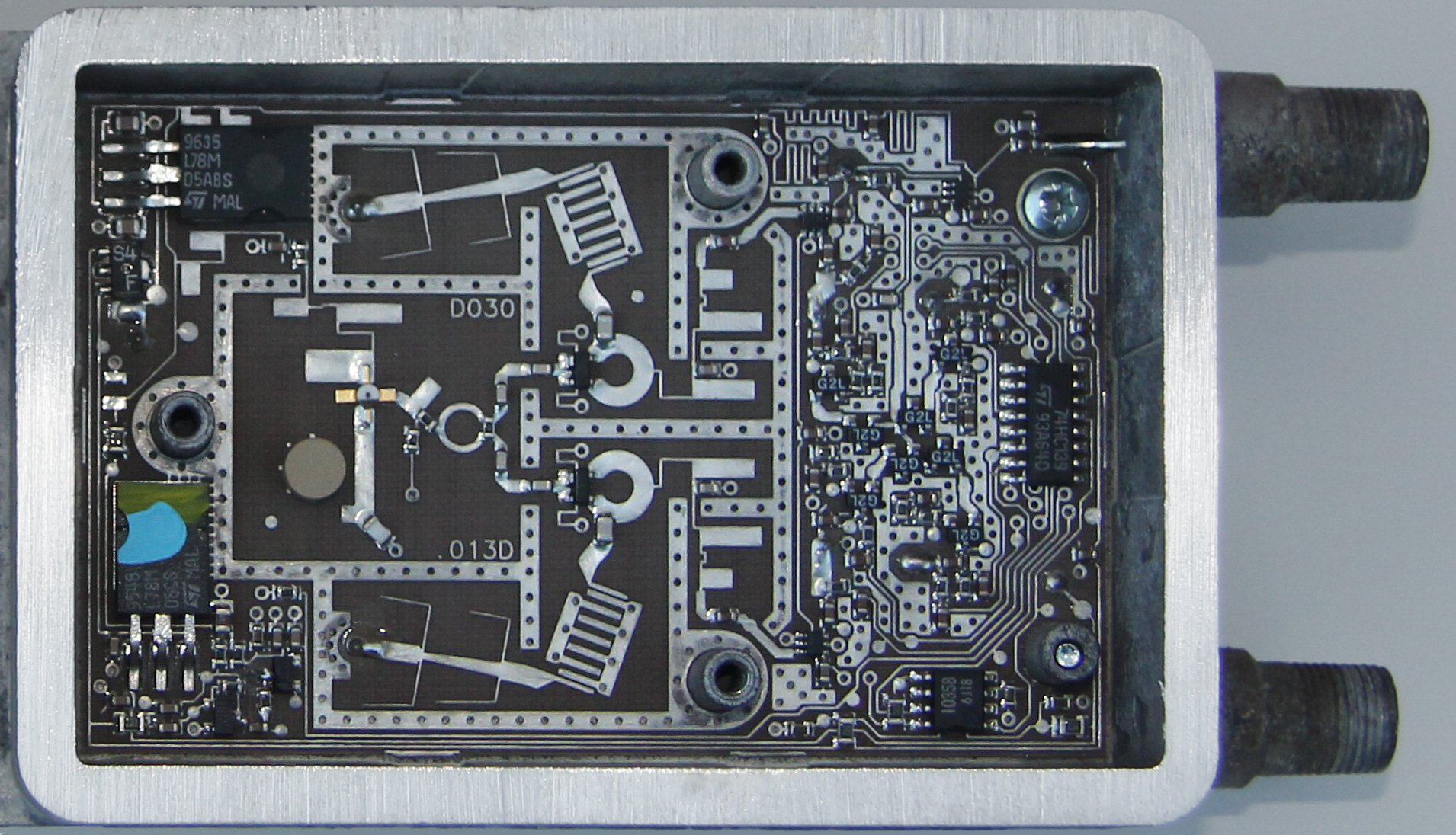
Plošný spoj satelitního konvertoru (LNB). V pravé třetině desky jsou použity běžné prvky se soustředěnými parametry, zbytek je tvořen obvody s rozloženými prvky používajícími mikropásky.

Obvody s rozloženými parametry jsou elektrické obvody tvořené úseky přenosových vedení a jiných prvků s rozloženými parametry. Tyto obvody mají stejné funkce jako běžné obvody složené z pasivních součástek, např. kondenzátorů, cívek a transformátorů. Používají se většinou pro mikrovlnné frekvence, kde by implementace s použitím běžných součástek byla obtížná (nebo nemožná).
Běžné obvody se skládají ze samostatných součástek (diskrétních i integrovaných), které jsou propojeny různě realizovaným vodivým médiem. Obvody s rozloženými parametry jsou vytvořeny přímo tvarováním vodivého média do určitý vzorů. Hlavní výhodou obvodů s rozloženými parametry je, že zákaznické výrobky, např. přijímače satelitní televize, mohou být vyráběny stejně levně jako výrobky s plošnými spoji. Pro aplikace, jako jsou např. radary, satelitní komunikační prostředky nebo mikrovlnné spoje mohou být vytvářeny také v provedeních využívajících koaxiální vedením nebo vlnovody.
Často používaným jevem v obvodech s rozloženými parametry je, že určitý úsek přenosového vedení se může chovat jako rezonátor. Ke komponentům s rozloženými parametry, které používají vedení, patří pahýly, vazební vedení a kaskádované vedení. K obvodům vytvořeným z těchto komponent patří filtry, rozbočovače, směrové vazební členy a cirkulátory.
Studium obvodů s rozloženými parametry začalo ve 20. a 30. letech 20. století, ale k jejich významnějšímu použití došlo až za druhé světové války v radarech. I po válce se jejich používání zpočátku omezovalo na profesionální vojenské a vesmírné aplikace a na rozhlasové a televizní vysílání, ale díky pokroku v oboru materiálové vědy se brzy začaly používat i v dalších aplikacích. Od konce 20. století se používají i ve výrobcích pro civilní použití např. v elektronice v satelitních parabolických anténách nebo v mobilních telefonech.

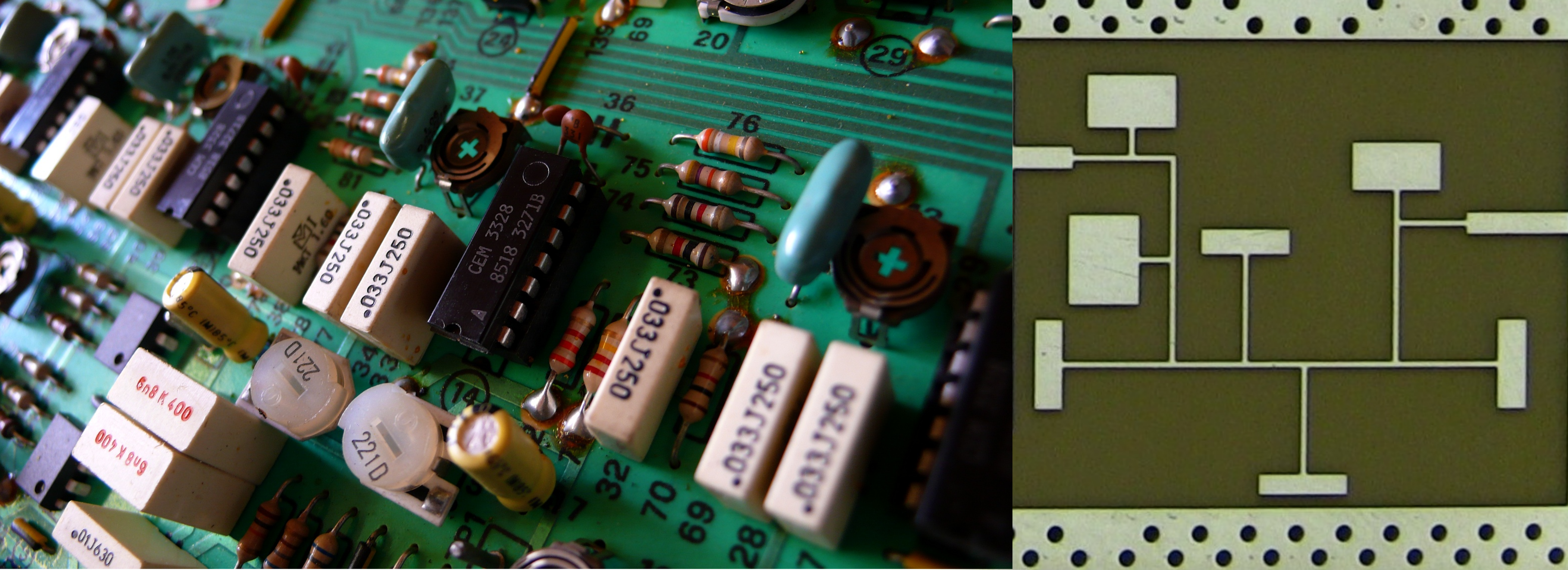
Realizace dolní propusti; vlevo s použitím klasických diskrétních součástek na desce plošných spojů, vpravo konstrukce s prvky s rozloženými parametry realizovaná také technikou plošných spojů.

## Obvodové modelování
Model se soustředěnými prvky, který předpokládá, že pasivní elektrické prvky, které jsou nositeli odporu, kapacity a indukčnosti, jsou „soustředěny“ v jednom bodě prostoru v podobě rezistorů, kondenzátorů nebo cívek, lze použít, pokud doba, kterou potřebuje elektrický signál, aby se dostal z jedné svorky součástky na druhou, není příliš dlouhá ve srovnání se zpracovávaným kmitočtem. „Příliš dlouhá doba“ v tomto kontextu znamená dobu, při které dojde k významné změně fáze signálu. Velikost změny fáze závisí na frekvenci vln (která je nepřímo úměrná vlnové délce). Běžné inženýrské pravidlo je přejít od modelu se soustředěnými parametry k modelu s rozloženými parametry, když rozměry a vzdálenosti jsou větší než jedna desetina vlnové délky (což představuje fázový posuv 36°). Model se soustředěnými parametry pak úplně selhává, pokud jsou fyzické rozměry obvodů rovné čtvrtině vlnové délky (fázový posuv 90°), kdy nelze predikovat ani hodnotu, ale ani povahu komponent.
Pro vyšší frekvence je třeba používat model s rozloženými prvky. Při nízkých frekvencích jsou komponenty s rozloženými parametry příliš objemné. Konstrukce s rozloženými prvky jsou proveditelné od 300 MHz, a jsou preferovanou technologií pro mikrovlnné frekvence nad 1 GHz.
Neexistuje žádná jasná hranice kmitočtů, od nichž se model s rozloženými prvky musí používat. Tato hranice obvykle leží někde mezi 100 a 500 MHz, ale technologické rozměry jsou také významné; miniaturizované obvody mohou používat model se soustředěnými parametry i při vyšších frekvencích. Desky plošných spojů při použití klasického osazování do otvorů jsou rozměrnější než ekvivalentní konstrukce používající povrchovou montáž. Hybridní integrované obvody jsou menší než technologie plošných spojů a monolitické integrované obvody jsou ještě menší. Při použití integrovaných obvodů lze proto používat prvky se soustředěnými parametry i pro vyšší frekvence než při klasické konstrukci s diskrétními součástkami na plošných spojích, což se využívá v některých vysokofrekvenčních integrovaných obvodech. Tato volba má je zvláště významná pro mobilní zařízení, protože konstrukce se soustředěnými prvky obecně vedou k menším výrobkům.

### Konstrukce s přenosovým vedením

Frekvenční odezva Čebyševova filtru pátého řádu; nahoře pro filtr ze součástek se soustředěnými parametry, dole ze součástek s rozloženými parametry.

Velká většina obvodů s rozloženými parametry je složena z úseků přenosového vedení, které lze snadno modelovat. Průřez vedení se po délce nemění a je malý v porovnání s vlnovou délkou signálu; je tedy třeba uvažovat pouze rozložení po délce vedení. Takový prvek s rozloženými parametry je plně charakterizován svou délkou a charakteristickou impedancí. Další zjednodušení je možné pro obvody se souběžným vedením, jejichž všechny prvky mají stejnou délku. U obvodů se souběžným vedením lze prototyp obvodu s kondenzátory a cívkami se soustředěnými parametry přímo převést na obvod s rozloženými parametry, jehož prvky odpovídají jedna k jedné původnímu návrhu.
Důležitost obvodů s souběžným vedením je v tom, že pro ně existuje teorie návrhu; pro obvody sestávající z libovolných úseků přenosového vedení (nebo libovolných jiných tvarů) žádná obecná teorie neexistuje. Libovolný tvar lze sice analyzovat pomocí Maxwellových rovnic, aby se určilo jeho chování, hledání užitečných struktur je však záležitostí zkoušení metodou pokus-omyl nebo hádání.
Důležitým rozdílem mezi obvody s rozloženými parametry a se soustředěnými parametry je, že frekvenční odezva obvodu s rozloženými parametry se periodicky opakuje, jak je vidět na příkladu Čebyševova filtru; ekvivalentní obvod se součástkami se soustředěnými parametry se takto nechová. Je to důsledek toho, že přenosová funkce prvků se soustředěnými parametry má tvar racionální funkce komplexní frekvence; u prvků s rozloženými parametry má tvar iracionální funkce. Dalším rozdílem je, že úseky vedení zapojené do kaskády zanášejí pevné zpoždění pro všechny frekvence (za předpokladu ideálního vedení). V obvodech se součástkami se soustředěnými parametry neexistuje žádný ekvivalent obvodu pro pevné zpoždění, i když je možné zkonstruovat jeho aproximaci pro omezený frekvenční rozsah.

## Výhody a nevýhody
Obvody s rozloženými parametry jsou v některých formátech levné se snadno vyrábějí, ale jsou rozměrnější než obvody se soustředěnými prvky. To je nevýhodné v mobilních zařízeních, jejichž malé rozměry jsou velmi důležité. Pokud nejsou pracovní frekvence příliš vysoké, konstruktér může místo přechodu na konstrukci s rozloženými prvky miniaturizovat součástky. Parazitní prvky a rezistivní ztráty však u součástek se soustředěnými parametry rostou s rostoucí frekvencí úměrně s nominálními hodnotami impedancí součástek. V některých případech se mohou konstruktéři rozhodnout pro konstrukci s rozloženými prvky (i když součástky se soustředěnými parametry jsou pro danou frekvenci dostupné) pro dosažení vyššího činitele jakosti (Q-faktoru). Konstrukce s rozloženými prvky mohou snáze pracovat s většími výkony, zatímco u obvodů se soustředěnými parametry je veškerá energie přenášená obvodem koncentrována v malém objemu.

## Média

### Dvojice vodičů
Pro konstrukci obvodů s rozloženými parametry lze použít různé typy přenosových vedení. Nejstarším (ale stále často používaným) vedením je dvojice vodičů; nejobvyklejší formou je kroucená dvojlinka používaná pro telefonní linky a síťová vedení. Pro obvody s rozloženými parametry se příliš často nepoužívá, protože používané frekvence jsou nižší než bod, od něhož začíná konstrukce s distribuovanými prvky být výhodná. Návrháři však často vycházejí z návrhu se soustředěnými prvky, který následně převedou na návrh s rozloženými prvky s otevřenými vodiči, což jsou dva otevřené, neizolované, paralelně vedené vodiče, které se normálně používaly např. pro telefonní linky na telegrafních sloupech. Návrhář obvykle nehodlá implementovat obvod v této formě; jde o mezikrok v procesu návrhu. Konstrukce s rozloženými prvky s dvojicemi vodičů se omezují na několik speciálních použití, např. Lecherova vedení a dvojlinky používané pro anténní napáječe.

### Koaxiální vedení

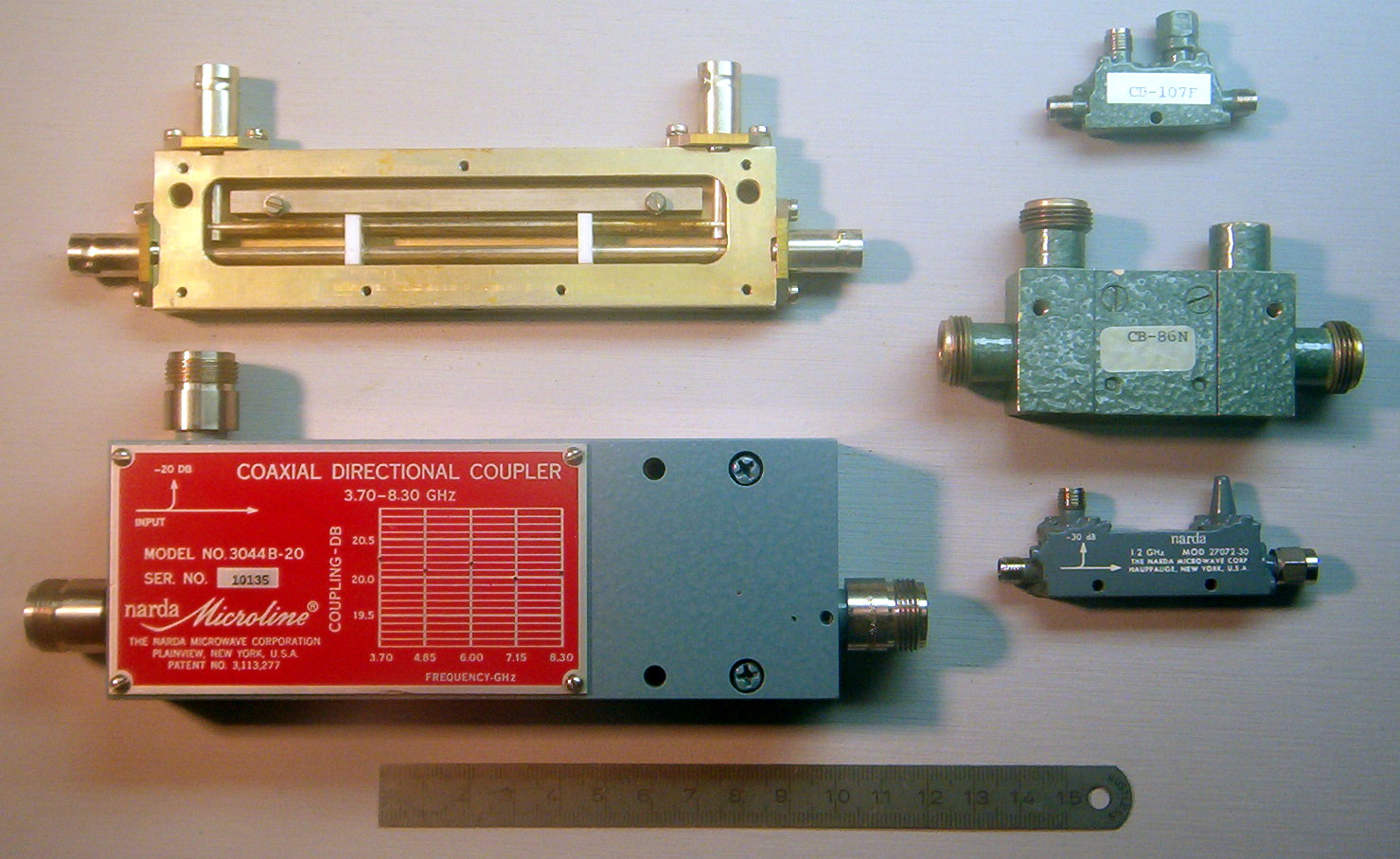
Sada koaxiálních směrových vazebních prvků. Jeden má odstraněný kryt, takže je vidět jeho vnitřní struktura.

Pro propojení mikrovlnných zařízení a přenosy na delší vzdálenosti se často používá koaxiální vedení tvořené středovým vodičem obklopeným izolovaným stínicím vodičem. Koaxiální zařízení s rozloženými prvky byly obvykle vyráběny ve druhé polovině 20. století, v mnoha aplikacích však kvůli ceně a velikosti byly nahrazeny rovinnými tvary. Koaxiální vedení se vzduchovým dielektrikem se používá pro nízkoztrátové aplikace a pro aplikace s vysokým výkonem. I obvody s rozloženými parametry, které jsou realizovány jinými technikami, používají pro své propojení koaxiální konektory.

### Rovinná vedení
Většina moderních obvodů s rozloženými parametry, zvláště masově komerčně vyráběných, používá rovinná přenosová vedení. Rovinná vedení existují v několika provedeních, přičemž nejpoužívanější je tak zvané mikropáskové vedení. Lze je vytvářet stejným procesem jako desky plošných spojů a jeho výroba je tedy laciná. Lze je také na jedné desce snadno kombinovat s obvody se soustředěnými parametry. K tištěným rovinným vedením patří stripline, finline a mnoho dalších variant. Rovinná vedení se mohou také používat v monolitických mikrovlnných integrovaných obvodech, kde jsou integrální částí čipu.

### Vlnovody

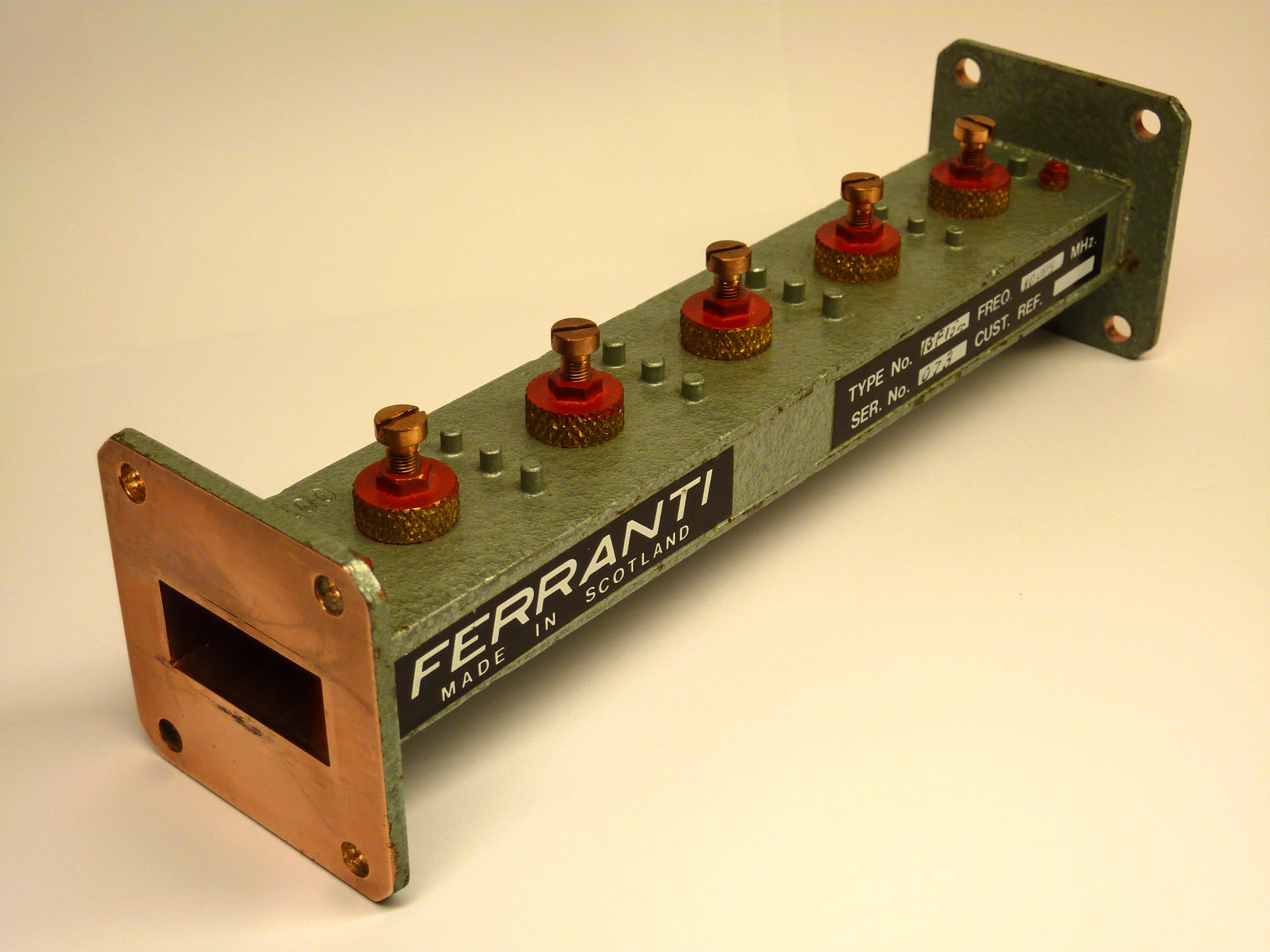
Pravoúhlý vlnovodný filtr s pěti ladicími šrouby

Mnoho konstrukcí s rozloženými prvky lze přímo implementovat pomocí vlnovodu. Vlnovody však způsobují určité komplikace kvůli existenci více optických vidů. Ty se někdy objevují současně, a tato situace nemá žádnou analogii u vedení. Výhodou vlnovodů oproti vedením jsou nižší ztráty a vyšší jakost rezonátorů, ale kvůli vyšším nákladům a obtížnější hromadné výrobě se často upřednostňují mikropásková vedení. S použitím vlnovodů se většinou setkáváme ve špičkových výrobcích, např. ve vojenských radarech s vysokým výkonem v nejvyšších mikrovlnných pásmech (kde rovinné formáty mají příliš vysoké ztráty). Vlnovody pro nižší frekvence jsou rozměrnější, proto se na nižších pásmech málo používají.

### Elektromechanické obvody
V několika speciálních aplikacích, jako jsou např. mechanické filtry ve špičkových rádiových vysílačích (námořní, vojenské, amatérské rádio) se elektronické obvody implementují pomocí mechanických rezonátorů; důvodem je jejich vysoký činitel jakosti. Používají se ve vysokofrekvenčních pásmech (na nižších než mikrovlnných frekvencích), kde by se jinak použily. Celé elektromechanické obvody nebo jejich části bývají implementovány jako obvody s rozloženými parametry. Frekvence, pro které je konstrukce s rozloženými prvky proveditelná (nebo nezbytná), je s mechanickými obvody mnohem nižší, protože rychlost, jíž se šíří signál mechanickými médii, je mnohem menší než rychlost elektrických signálů.

## Obvodové komponenty
Existuje několik struktur, které se opakovaně používají v obvodech s rozloženými parametry. Nejběžnější jsou popsány níže.

### Pahýl
Pahýl je krátký úsek vedení, který odbočuje z hlavního vedení. Jeho konec bývá často otevřený nebo zkratovaný, ale může být také zakončen obvodem se soustředěnými parametry. Pahýly lze použít samostatně (například pro impedanční přizpůsobení) nebo v kombinaci s dalšími pahýly k vytvoření složitějších obvodů, například filtrů. Mohou být také navrženy jako ekvivalent kondenzátoru, cívky nebo rezonátoru, případně jiného obvodu se soustředěnými parametry.

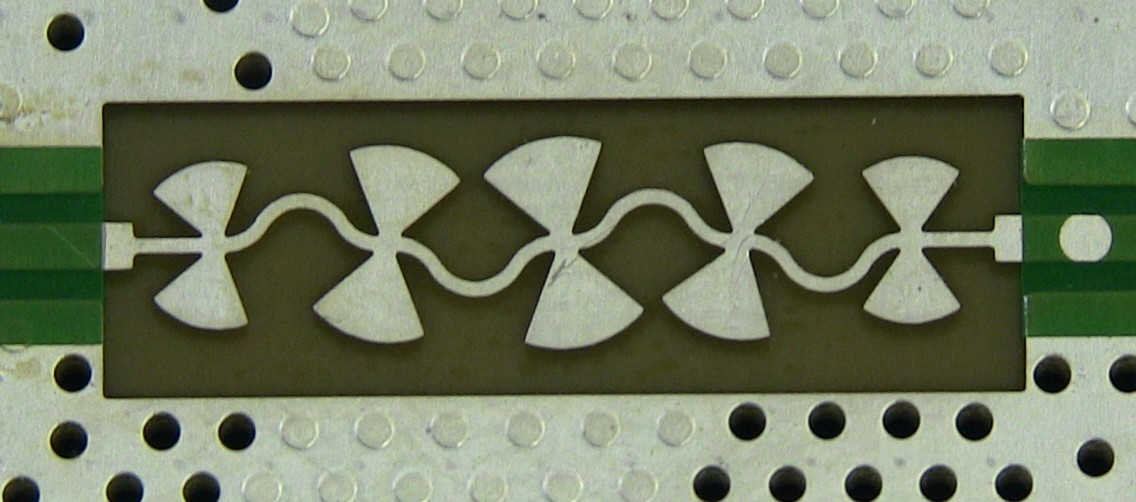
Filtr s motýlovitými pahýly.

Použití rovnoměrných přenosových vedení je v obvodech s rozloženými parametry běžné, ale existují i výjimky. Jednou z nejčastějších je radiální pahýl, který má tvar kruhové výseče. Tento typ pahýlu se často používá ve dvojicích umístěných na opačných stranách hlavního vedení. Takové uspořádání se označuje jako motýlovité nebo motýlkovité pahýly.

### Spojená vedení
Spojená vedení jsou dvě přenosová vedení, mezi nimiž existuje určitá elektromagnetická vazba. Tato vazba může být přímá nebo nepřímá. U nepřímé vazby jsou obě vedení po určitou vzdálenost vedena těsně vedle sebe, aniž by mezi nimi bylo jakékoli stínění. Síla vazby závisí na vzdálenosti mezi vedeními a na jejich průřezu, který ovlivňuje vazbu na druhé vedení. U přímé vazby propojují větve vedení dvě hlavní vedení v pravidelných intervalech.
Spojená vedení jsou běžnou metodou konstrukce děličů výkonu a směrových vazebních členů. Další významnou vlastností vazebních vedení je, že se chovají jako dvojice vazebních rezonátorů. Tato vlastnost se využívá v mnoha filtrech s rozloženými prvky.

### Kaskádovaná vedení

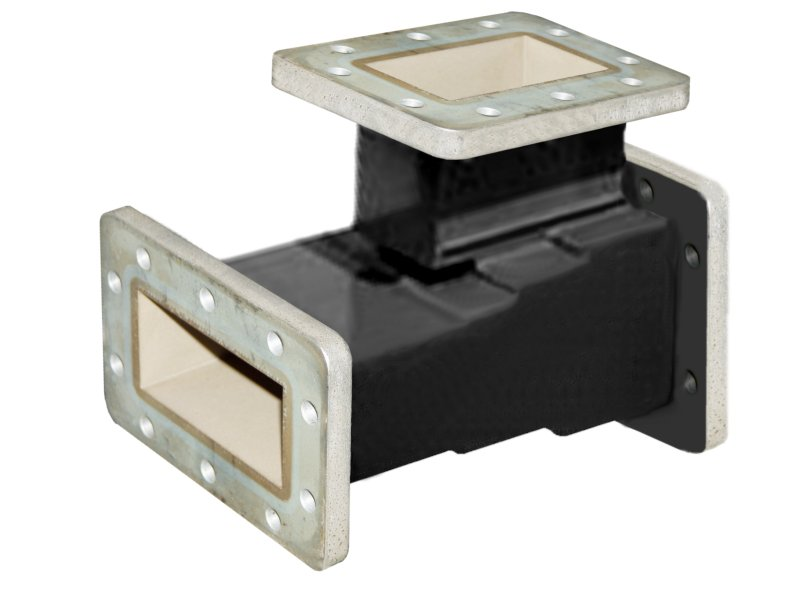
Ortomodový převodník (varianta duplexeru) se stupňovitým impedančním přizpůsobením

Kaskádovaná vedení jsou úseky vedení, kde výstup jednoho vedení je zapojen do vstupu dalšího. Více kaskádovaných vedení různých charakteristických impedancí lze použít pro konstrukci filtru nebo obvodu širokopásmového impedančního přizpůsobení. vznikne tak zvaná stupňovitá impedanční struktura. Jediné kaskádované vedení čtvrtvlnné délky tvoří čtvrtvlnný impedanční transformátor. Jeho užitečnou vlastností je transformace libovolného impedančního obvodu na obvod k němu duální; v této roli se nazývá impedanční invertor. Tato struktura může být použita ve filtrech pro vytvoření prototypu se soustředěnými prvky s žebříčkovou topologií jako obvodu s rozloženými prvky, v němž se střídají čtvrtvlnné transformátory s rezonátory tvořenými rozloženými prvky. Tato konstrukce je však již překonaná; byla nahrazena kompaktnějšími invertory, např. s impedančním krokem. Impedanční krok je diskontinuita vytvořená na přechodu dvou kaskádovaných přenosových vedení s různými charakteristickými impedancemi.

### Dutinový rezonátor
Dutinový rezonátor je prázdný (nebo dielektrikem vyplněný) prostor obklopený vodivými stěnami. Otvory ve stěnách vážou rezonátor ke zbytku obvodu. Odrazy elektromagnetických vln od stěn dutiny způsobují rezonance a vznik stojatého vlnění. Dutinové rezonátory mohou být používány pro různá média, ale nejpřirozenější je jejich tvorba ve vlnovodech z již existujících kovových stěn vlnovodu.

### Dielektrický rezonátor
Dielektrický rezonátor je kus dielektrického materiálu vystavený elektromagnetickým vlnám. Nejčastěji má tvar válce nebo tlustého kruhu. I když dutinové rezonátory mohou být vyplněny dielektrikem, základní odlišností je, že v dutinových rezonátorech je elektromagnetické pole zcela uzavřeno mezi stěnami dutiny, zatímco dielektrický rezonátor vytváří pole v okolním prostoru. To může způsobovat nežádoucí vazby s jinými prvky. Hlavní výhodou dielektrických rezonátorů je, že jsou výrazně menší než ekvivalentní dutiny vyplněné vzduchem.

### Spirálovitý rezonátor
Spirálovitý rezonátor je šroubovice tvořená vodičem v dutině; jeden konec je nezapojený, druhý je připojený ke stěně dutiny. Ačkoli se zdánlivě podobají cívkám se soustředěnými parametry, spirálovité rezonátory jsou komponenty s rozloženými parametry a používají se v pásmech VHF a nižších pásmech UHF.

### Fraktály

Tři iterace Hilbertova fraktálního rezonátoru v mikropáskovém provedení.

Použití fraktálních křivek jako obvodových komponent je nově se rozvíjející pole v obvodech s rozloženými parametry. Fraktály se používaly pro vytváření rezonátorů pro filtry a antény. Jednou z výhod použití fraktálů je, že vyplňují prostor, díky čemuž jsou menší než jiné konstrukce. K dalším výhodám patří schopnost pracovat v širokopásmových a vícepásmových zařízeních, dobrá výkonnost v přenosovém kanálu, a dobré potlačení cizích signálů. V praxi nelze vytvářet skutečné fraktály, protože při každé fraktální iteraci se zmenšují povolené tolerance, až překonají přesnost, jakou lze danou konstrukční metodou dosáhnout. Při malém počtu iterací však lze dosáhnout výkonnost blízkou skutečným fraktálům. Výsledné konstrukce mohou být nazývány předfraktály nebo fraktály konečného řádu, pokud je nutné je rozlišovat od skutečných fraktálů.
K fraktálům, které byly použity jako obvodové prvky, patří Kochova křivka, Minkowského ostrov, Sierpińského křivka, Hilbertova křivka a Peanova křivka. První tři jsou uzavřené křivky, vhodné pro patch antény. Další dvě jsou otevřené křivky s zakončeními na opačných stranách fraktálu. Díky tomu jsou vhodné tam, kde je požadované spojení do kaskády.

### Taper
Taper je přenosové vedení s postupnou změnou průřezu. Lze jej považovat za mezní případ stupňovité impedanční struktury s nekonečným počtem kroků. Tapery představují jednoduchý způsob spojování dvou vedení s různou charakteristickou impedancí. Použití taperů značně omezuje vlivy nepřizpůsobení, které by způsobilo přímé propojení. Pokud změna průřezu není příliš velká, nemusí být potřebné jiné obvodové řešení pro přizpůsobení. Tapery mohou poskytovat přechody mezi vedeními v různých médiích, zvláště v různých formách rovinného média. Tapery obvykle mění tvar lineárně, ale mohou být použity i mnohé jiné profily. Profil, který dosahuje stanoveného přizpůsobení při nejkratší délce, se nazývá Klopfensteinův taper a vychází z návrhu Čebyševova filtru.
Tapery lze použít pro přizpůsobení přenosového vedení anténě. V některých konstrukcích, např. rohových antén a Vivaldiho antén je taper (kužel) sám anténou. Rohové antény jsou jako jiné tapery často lineární, ale nejlepší přizpůsobení lze získat použitím exponenciální křivky. Vivaldiho anténa je plochou (štěrbinovou) verzí exponenciálního taperu.

### Odpor s rozloženými parametry
Rezistivní prvky nejsou v obvodech s rozloženými prvky obecně příliš užitečné. Rozložené rezistory lze použít jako atenuátory nebo terminátory vedení. Pro rovinná média mohou být implementovány jako meandrující linie z materiálu s vysokým odporem nebo jako nanesená vrstva tenkovrstevného nebo tlustovrstevného materiálu. U vlnovodů lze do vlnovodu vložit kartu z materiálu pohlcujícího mikrovlnné záření.

## Obvodové bloky

### Filtry a impedanční přizpůsobení

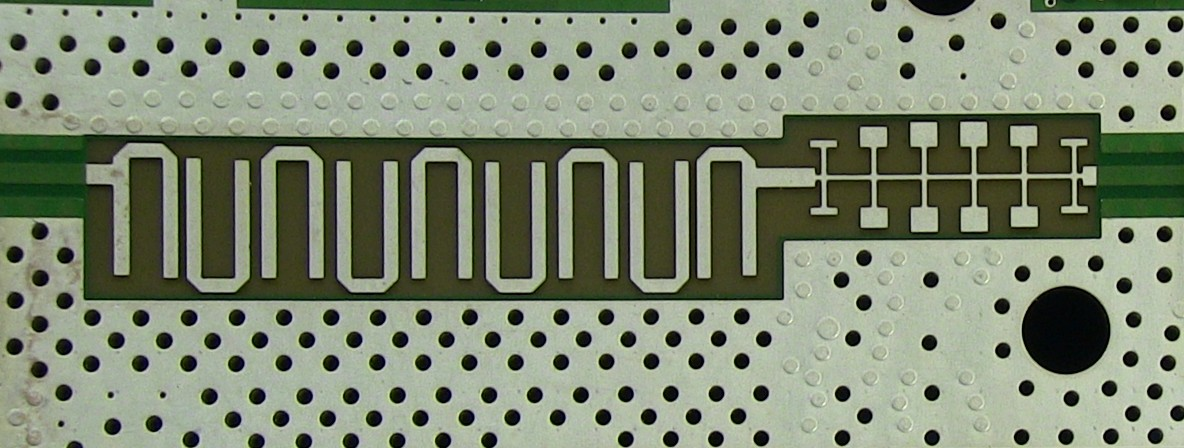
Pásmová propust realizovaná mikropáskovou technologií útvary tvaru vlásenky (vlevo) následovaná dolnopropustným pahýlovým filtrem (vpravo).

Filtry tvoří velký podíl obvodů konstruovaných s rozloženými prvky. Pro jejich konstrukci se používá široký rozsah struktur, včetně pahýlů, vazebních vedení a kaskádovaných vedení. Variace zahrnuje interdigitální filtry, filtry s hřebenovým vedením a filtry používající tvary vlásenky (anglicky hairpin). Z novější doby pocházejí fraktální filtry. Mnoho filtrů se konstruuje ve spojení s dielektrickými rezonátory.
Jako u filtrů se soustředěnými prvky, čím více prvků filtr má, tím více se filtr blíží k ideální odezvě; výsledná struktura může být docela složitá. Pro jednoduché úzkopásmové použití může stačit jediný rezonátor (např. pahýl nebo ostruhový filtr).
Impedančního přizpůsobení pro úzkopásmové aplikace lze často dosáhnout jediným přizpůsobovacím pahýlem. Obvod pro přizpůsobení impedance pro širokopásmové aplikace je nutný návrh podobný návrhu filtru. Návrhář předepíše požadovanou frekvenční odezvu, a navrhne filtr s touto odezvou. Jediným rozdílem od standardního návrhu filtru je, že impedance vstupu filtru a jeho zátěže se liší.

### Děliče výkonu, slučovače a směrové vazební členy

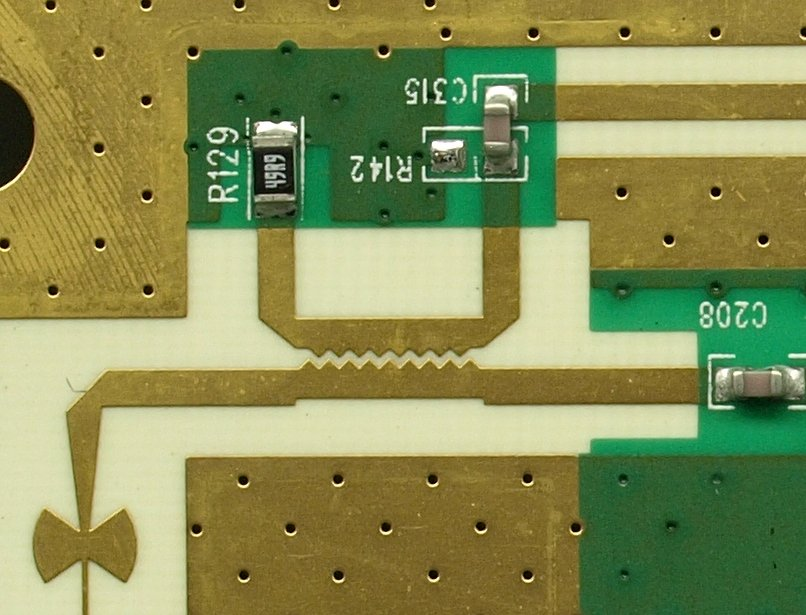
Mikropáskový pilovitý směrový vazební prvek, varianta směrového vazebního prvku se spojenými vedeními

Směrový vazební prvek je čtyřportový prvek, který přenáší výkon tekoucí v jednom směru z jednoho vedení do jiného. Dva z portů jsou vstupní a výstupní port hlavního vedení. Část výkonu vstupujícího do vstupního portu je přenesena na třetí port, který se nazývá vazební port (anglicky coupled port). Nic z výkonu vstupujícího do vstupního portu se neobjeví na čtvrtém portu, obvykle známý jako izolovaný port (anglicky isolated port). Pro výkon tekoucí opačným směrem a vstupující do výstupní portu, nastává opačná situace; určitý výkon přenášen na izolovaný port, ale žádný výkon na vazební port.
Dělič výkonu je často zkonstruovaný jako směrový vazební prvek, s izolovaným portem trvale zakončeným přizpůsobenou zátěží (čímž se z něj efektivně stává tříportový prvek). Mezi směrovým vazebním prvkem a děličem výkon není žádný principiální rozdíl. Je-li vazební faktor (část výkonu, která se dostane na vazební port) nízký, mluvíme o směrovém vazebním prvku, je-li vazební faktor vysoký, mluvíme o děliči výkonu. Kombinátor výkonu je jednoduše rozbočovač výkonu použitý opačně. V provedení s rozloženými prvky s použitím vazebních vedení jsou nepřímo spojená vedení vhodnější pro směrové vazební členy s nízkou vazbou; naproti tomu vazební členy přímo spojené větví vedení jsou vhodnější pro děliče výkonu s vysokou vazbou.
Konstrukce s rozloženými prvky využívají čtvrtvlnné prvky (nebo prvky jiné určité délky), které fungují pouze pro jednu frekvenci. Jednoduché konstrukce proto mají omezenou šířku pásma, mimo než nebudou fungovat. Podobně jako u obvodů impedančního přizpůsobení konstrukce pro široké pásmo vyžaduje více částí a konstrukce se začíná podobat konstrukce filtru.

#### Hybridy

Hybridní okruh, používaný pro získání součtového a rozdílového signálu

Směrový vazební člen, který rozděluje výkon stejně mezi výstupní a vazební port (3 dB vazební prvek) se nazývá hybridní. Ačkoli „hybridní“ původně odkazoval na hybridní transformátor (součástka se soustředěnými parametry používaná v telefonních linkách), nyní má širší význam. Používanější hybrid s rozloženými prvky, který nepoužívá vazebních vedení je hybridní obvod nebo rat-race vazební prvek. Každý z jeho čtyř portů je připojený do prstence přenosových vedení v jiném bodě. Vlny se pohybují v opačných směrech po kruhu a vytvářejí stojaté vlnění. V některých bodech prstence dochází k destruktivní interferenci, která má za následek vyrušení signálu; v tomto bodě port neopustí žádný výkon. Konstruktivní interference v jiných bodech maximalizuje přenášený výkon.
Další využití pro hybridního vazebního členu je pro získání součtu a rozdílu dvou signálů. Na obrázku jsou dva vstupní signály přivedeny na porty označené 1 a 2. Součet obou signálů se objeví na portu označeném Σ, a rozdíl v portu označeném Δ. Kromě použití jako vazebních členů a děličů výkonu mohou být směrové vazební členy používánu ve vyvážených směšovačích, frekvenčních diskriminátorech, atenuátorech, obvodech realizujících fázový posun, a v napájecích sítích anténních polí.

### Cirkulátory

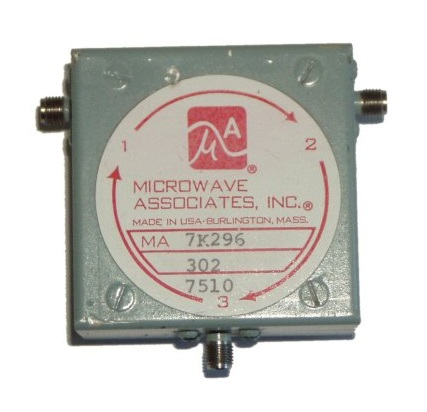
Koaxiální feritový cirkulátor pracující na kmitočtu 1 GHz

Cirkulátor je obvykle tří nebo čtyřportové zařízení, v němž se signál vstupující jedním portem přenáší k dalšímu portu ve směru rotace. Signál může téct v pouze jedním směrem (buď ve směru hodinových ručiček nebo proti směru), a žádný signál se nepřenáší na žádný jiný port. Většina cirkulátorů s rozloženými prvky používá feritové materiály. Cirkulátory se používají jako izolátory na ochranu vysílače (nebo jiného zařízení) proti poškození odrazy z antény nebo jako duplexery propojující anténu, vysílač a přijímač rádiového systému.
Neobvyklé je použití cirkulátoru v reflexním zesilovači, kde se využívá záporný diferenciální odpor Gunnovy diody pro řízení většího výkonu, než jaký je na vstupu. Cirkulátor se používá pro směrování vstupních a výstupních toků výkonu na různé porty.
Pasivní obvody se součástkami se soustředěnými i s rozloženými parametry jsou téměř vždy reciproké; cirkulátory však jsou výjimkou. Existuje několik ekvivalentních způsobů, jak definovat nebo reprezentovat reciprocitu. Pro obvody pracující na mikrovlnných frekvencích (které používají obvody s rozloženými parametry) je obvyklé použít jejich S-parametry. Matice S-parametrů [S] reciprokého obvodu bude symetrická. Z definice cirkulátoru je zřejmé, že matice S-parametrů ideálního tříportového cirkulátoru
{\displaystyle [S]={\begin{pmatrix}0&0&1\\1&0&0\\0&1&0\end{pmatrix}}}
není symetrická, což ukazuje, že cirkulátory jsou z definice nereciproké. Z toho plyne, že není možné vytvořit cirkulátor ze standardních pasivních součástek (součástek se soustředěnými ani s rozloženými parametry). Pro konstrukci cirkulátoru je nutné použít ferit nebo nějaký jiný nereciproký materiál nebo systém.

## Aktivní komponenty

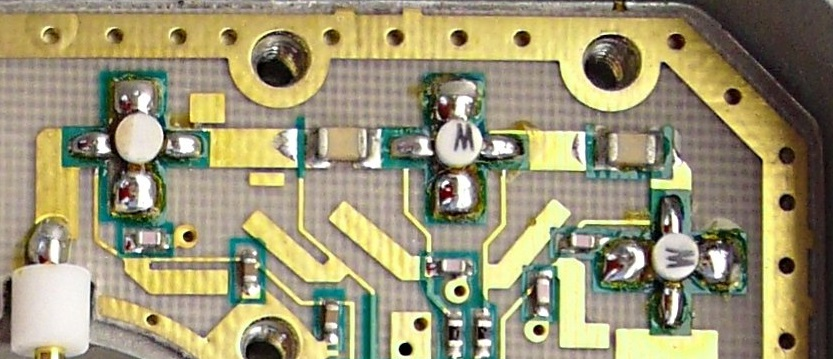
Mikropáskový obvod s diskrétními tranzistory v miniaturních pouzdrech pro povrchovou montáž, kondenzátory a rezistory v podobě čipů, a filtry pro nastavení pracovního bodu realizované prvky s rozloženými parametry

Obvody s rozloženými prvky jsou obvykle pasivní, ale většina aplikací vyžaduje v určitých rolích aktivní komponenty. Mikrovlnné hybridní integrované obvody využívají mnoho pasivních součástek s rozloženými parametry, ale aktivní komponenty (např. diody, tranzistory, i některé pasivní součástky) jsou se soustředěnými parametry. Aktivní komponenty mohou být zapouzdřené nebo mohou být umístěny na substrátu ve formě čipu bez samostatného pouzdra, aby se omezila velikosti a aby pouzdro nefungovalo jako parazitní prvek.
Zesilovač s rozloženými parametry se skládá z několika aktivních prvků (obvykle unipolárních tranzistorů), jejichž všechny vstupy jsou propojeny jedním přenosovým vedením a všechny výstupy jiným přenosovým vedením. Aby obvod pracoval správně, musí být délky úseků obou vedení stejné, a každý tranzistor přispívá k výstupu zesilovače. Tím se liší od obvyklého vícestupňového zesilovače, jehož celkový zisk je násobkem zisků jednotlivých stupňů. Ačkoli zesilovač s rozloženými prvky má nižší zisk než běžný zesilovač se stejným počtem tranzistorů, má výrazně větší šířku pásma. U obvyklého zesilovače se šířka pásma snižuje s každým dalším stupněm; u zesilovače s rozloženými parametry je celková šířka pásma stejná jako šířka pásma jednoho stupně. Zesilovače s rozloženými parametry se používají v případech, kdy by jediný tranzistor (nebo složitý mnohatranzistorový zesilovač) byl příliš velký na to, aby se dal považovat za součástku se soustředěnými parametry; propojovací vedení oddělují jednotlivé tranzistory.

## Historie

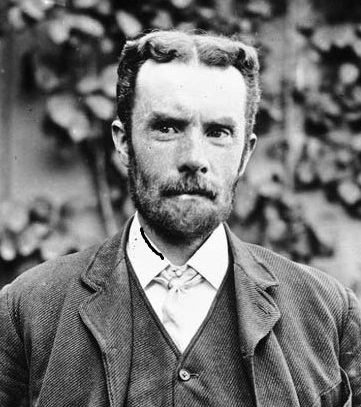
Oliver Heaviside

Model s rozloženými prvky poprvé použil při analýze elektrických obvodů Oliver Heaviside v roce 1881. Heaviside jej použil při hledání správného popisu chování signálů v transatlantickém telegrafním kabelu. Rychlost telegrafní komunikace po prvních transatlantických kabelech byla velmi malá kvůli disperzi, jevu, který v té době nebyl dobře chápán. Heavisidova analýza, známá nyní jako telegrafní rovnice, identifikovala problém a ukazovala, že jej lze překonat použitím Pupinových cívek. Jeho přístup je doposud standardní metodou analýzy přenosových vedení.
Prvním, kdo zkoumal možnosti obvodů s rozloženými parametry, byl Warren P. Mason, který v roce 1927 podal žádost o patent na koaxiální filtr navržený touto metodou. Definitivní článek o této metodě publikovali Mason a Sykes v roce 1937. Mason také ve své 1927 doktorské práci jako první navrhl akustický filtr s rozloženými prvky, a v roce 1941 podal žádost o patent na mechanický filtr s rozloženými prvky. Masonova práce byla zaměřena na koaxiální a jiná vedení, ale většina výsledků byla použitelných i pro vlnovody. První byly akustické práce, a Masonovi kolegové v rádiovém oddělení Bellových laboratoří jej požádali, aby jim pomáhal s koaxiálními a vlnovodnými filtry.
Před druhou světovou válkou existovala malá poptávka po obvodech s rozloženými parametry; frekvence používané pro rádiové přenosy byly menší než hranice, za kterou začínají být obvody s rozloženými prvky výhodné. Nižší frekvence měly větší dosah, což je primární hledisko pro účely rozhlasového vysílání. Tyto frekvence vyžadovaly pro efektivní fungování dlouhé antény, což vedlo k práci na systémech s vyššími frekvencemi. Klíčovým průlomem bylo zavedení magnetronu v roce 1940, který pracuje v mikrovlnném pásmu, což mělo za následek, že radarové zařízení se dostatečně zmenšilo, aby jej bylo možné instalovat do letadel. Následovala vlna vývoje filtrů s rozloženými prvky, které jsou nezbytnou komponentou radarů. Ztráty signálu v koaxiálních komponentách vedly k prvnímu rozšířenému použití vlnovodů, a rozšiřování technologie filtrů z koaxiální domény do vlnovodné domény.
Práce z doby druhé světové války byl většinou publikovány, až když pominuly bezpečnostní důvody, a proto je obtížné prokázat, kdo učinil který objev jako první. Důležitým centrem výzkumu byla Laboratoř záření na MIT (Rad Lab), ale výzkum probíhal také jinde ve Spojených státech a v Británii. Práce laboratoře záření publikovali Fano a Lawson. Dalším vynálezem z doby druhé světové války byl hybridní obvod. Práce na něm byly prováděny v Bellovy laboratoře, a po válce je publikoval W. A. Tyrrell. Tyrrell popisuje hybridní prstence implementované ve vlnovodech, a analyzuje je pomocí dobře známého vlnovodného magického T. Jiní výzkumníci brzy publikovali koaxiální verzi tohoto zařízení.
George Matthaei vedl výzkumnou skupinu v Stanford Research Institute, v níž pracoval Leo C. Young, který objevil mnoho konstrukcí filtrů. Matthaei poprvé popsal interdigitální filtr a filtr s hřebenovým vedením. Práce skupiny byly publikovány v landmark publikaci z roku 1964 popisující stav navrhování obvodů s rozloženými prvky v té době, která zůstala po mnoho let hlavní referenční prací.
Rovinné formáty se začaly používat po vynálezu páskového vedení Robertem M. Barrettem. Ačkoli pásková vedení byla dalším vynálezem z období druhé světové války, jejich detaily byly publikovány až roku 1951. Mkropásky vynalezené v roce 1952, se staly komerční konkurentem páskových vedení; rovinné formáty se však v mikrovlnných aplikacích nezačaly používat, dokud v 60. letech 20. století nezačaly být dostupné lepší dielektrické materiály pro substráty. Další strukturou, která musela čekat na lepší materiály, byl dielektrický rezonátor. Na jeho výhody (kompaktní velikost a vysokou jakost) poprvé upozornil R. D. Richtmeyer v roce 1939, ale materiály s dobrou teplotní stabilitou byly vyvinuty až v 70. letech 20. století. Použití filtrů s dielektrickými rezonátory je nyní běžné ve filtrech s vlnovody a přenosovými vedeními.
K významným milníkům teoretického vývoje patří teorie souměřitelných vedení, kterou publikoval Paul I. Richards v roce 1948, dále Kurodova identita, sada transformací, které překonávají některá praktická omezení Richardsovy teorie, kterou publikoval K. Kuroda jako doktorskou práci v roce 1955. Podle Nathana Cohena by logaritmicko-periodická anténa, kterou vynalezl Raymond DuHamel a Dwight Isbell v roce 1957, měla být považována za první fraktální anténu. Cohen byl prvním, kdo explicitně identifikoval třídu fraktálních antén, poté co byl inspirován přednáškou Benoîta Mandelbrota v roce 1987, ale článek publikoval až roku 1995.